# Walteria flemmingi
Walteria flemmingi är en svampdjursart som beskrevs av Schulze 1886. Walteria flemmingi ingår i släktet Walteria och familjen Euplectellidae. Inga underarter finns listade i Catalogue of Life.